# Frederik Steiner
Frederik Steiner (* 1975 in Münster) ist ein deutscher Regisseur und Drehbuchautor.
Frederik Steiner studierte von 1995 bis 2002 Regie an der Filmhochschule Babelsberg, zu dieser Zeit entstanden erste, teilweise preisgekrönte Kurzfilme. Mit Die Todeswelle – Eine Stadt in Angst erschien 2000 sein erster Fernsehfilm. Mit dem Drama Und morgen Mittag bin ich tot machte er 2013 sein Kinodebüt.
2003 veröffentlichte er das Sachbuch Stepping out – von der Filmhochschule zum Spielfilm für das er Filmemacher wie Dennis Gansel, Esther Gronenborn und Benjamin Quabeck interviewte.

## Filmographie (Auswahl)
- 1995: Fortissimo (Kurzfilm)
- 1998: Mäuse im Lüftungsschacht (Kurzfilm)
- 2000: Die Todeswelle – Eine Stadt in Angst
- 2002: Oktopus (Kurzfilm)
- 2013: Und morgen Mittag bin ich tot

## Veröffentlichungen
- Stepping out – von der Filmhochschule zum Spielfilm Schüren, Marburg 2003, ISBN 3-89472-343-2.